# Luis Pérez Bueno
Luis Pérez Bueno (Segovia, 1873 - Madrid, 4 de abril de 1954) fue un político, abogado e historiador español.

## Biografía
Licenciado en derecho por la Universidad de Granada (1894). Profesor en la Escuela de Artes y Oficios Artísticos de Madrid y Secretario de la Comisión Valoradora de los objetos exportados fuera de España. Fue vocal de la Junta de Iconografía Nacional y organizó exposiciones de objetos españoles de interés histórico en Francia e Italia. 
Residente en Alicante, en 1900 fue nombrado presidente del Círculo de Bellas Artes y vicepresidente del Orfeón. En 1896 fue vocal del Círculo Conservador de Alicante (sector silvelista y en 1897 en el comité local del Partido Conservador. De 1902 a 1909 fue concejal en el ayuntamiento de Alicante y alcalde de noviembre de 1909 a diciembre de 1910. Después militó en el Partido Liberal Demócrata de José Canalejas y Méndez, y fue de nuevo concejal de 1910 a 1913. Ese año dejó la política y se trasladó a Madrid,  donde fue profesor de Legislación Mercantil y Derecho en la Escuela del Hogar y Profesional de la Mujer. Trabajó en la Exposición Internacional de Barcelona de 1929.  Fue director honorario del Museo Nacional de Artes Decorativas, y en 1942 fue elegido académico de la Real Academia de Bellas Artes de San Fernando.

## Obra
- Artistas levantinos (1899 con prólogo de Azorín )
- Antigua cerámica valenciana: su importancia artística e industrial actualmente (1911)
- Hierros históricos españoles
- El arte del vidrio en España hasta el siglo XIX (1943)
- Retratos de mujeres españolas del siglo XIX (Madrid: Junta de Iconografía Nacional, 1924)´´ (con Joaquín Ezquerra)
- Artes decorativas españolas: Vidrios y vidrieras. Editorial Maxtor, Valladolid, 2006, ISBN 84-9761-303-1.